# 异面直线
在幾何學中，歪斜線或異面直線是指兩條不共面的直線。在立體幾何中，兩條不平行且不相交的直線即為歪斜線。例如一個四面體的兩條對邊互相歪斜。
在平面幾何中，兩條直線必定共面，故歪斜線只存在於三維及以上的空間中。